# ثيوديمير
ثيوديمير (المتوفي عام 743 م)، الذي عرفته المصادر العربية التي تناولت الغزو الإسلامي لشبه الجزيرة الأوربية باسم تدمير هو كونت قوطي حكم المنطقة الواقعة حول مدينة مرسية الحالية خلال العقود الأخيرة من حكم مملكة القوط الغربيين وبضع سنوات بعد الغزو الإسلامي لهسبانيا. تولى ثيوديمير حكم سبع مدن في جنوب شرق إسبانيا ورد ذكرها المؤرخ ابن عذاري في حديثه عن معاهدة أريولة، وهي أريولة وبلنتية ولقنت ومولة وبيجاسترو وأوخوس ولورقة.
قاوم ثيودمير خلال عهد إجيكا أو عهد غيطشة أسطولا بيزنطياً هاجم الشواطئ الجنوبية لإسبانيا، ونجح في طرد هذا الأسطول. هناك خلاف حول تاريخ تلك الحملة، فبعض المؤرخين حددها في عام 697 م والبعض رجح كونها في عام 702 م والبعض أخرها لعهد غيطشة.
وبعد هزيمة الملك لذريق في معركة وادي لكة عام 711 م، قاوم ثيوديمير الغزو الإسلامي إلا أنه انهزم أمامهم، واضطر لعقد معاهدة مع القائد عبد العزيز بن موسى بن نصير، سمحت لثيوديمير بحكم بعض المدن على أن يؤدوا الجزية بوصفهم أهل الذمة. وقد أطلق العرب على المنطقة التي حكمها ثيوديمير باسم كورة تدمير.